# Sir Thomas Wyatt
Sir Thomas Wyatt è un dramma storico di John Webster e Thomas Dekker, portato in scena per la prima volta presumibilmente nel 1602. La tragedia consiste di una serie di brevi episodi che puntano più sulla rappresentazione degli eventi che sull'introspezione psicologica.

## Trama
Dopo la morte di Edoardo VI Maria Tudor è la prima in linea di successione, ma a causa di un atto parlamentare il trono passa a Lady Jane Grey. Suo suocero John Dudley, I duca di Northumberland la proclama regina d'Inghilterra e la obbliga ad accettare la corona, anche se Jane Grey è riluttante. Thomas Wyatt il Giovane si reca da Maria e la incoraggia a far valere le sue pretese al trono. I sostenitori di Jane Grey si volatilizzano in fretta e il duca di Northumberland viene arrestato con accuse di tradimento. Poco dopo anche Jane Grey e il marito Guilford Dudley vengono arrestati.
Maria viene riconosciuta come legittima regina d'Inghilterra e accetta la proposta di matrimonio di Filippo II di Spagna. Wyatt protesta contro l'alleanza con la cattolica Spagna, si ritira in Kent e organizza una ribellione. La rivolta a poco successo e quando non riceve il supporto popolare dei londinesi i ribelli si disperdono, lasciando così che Wyatt cada nelle mani dei sostenitori di Maria. Jane Grey, Guildford Dudley e Thomas Wyatt vengono giustiziati.

## Origini

### Fonti
Il dramma è stato fortemente influenzato dalla precedente tragedia Lady Jane, attribuita a Henry Chettle, Thomas Heywood e Wentworth Smith. Lady Jane è andata perduta.

### Composizione e stampa
Sir Thomas Wyatt è stato stampato per la prima volta nel 1607. Lo scarso successo dell'opera si attesta nel fatto che il dramma non sia stato ristampato prima dell'edizione dell'opera omnia di John Webster nel 1830.